# 김개 (조선 중기의 문신)
김개(金漑. 추정 1474년 ~ 1513년)는 조선 중기의 문신으로, 홍문관 부교리ㆍ사헌부 지평을 지냈다. 전라도 장성 출신으로, 본관은 영광이며, 자(字)는 개지(漑之) 또는 무옥(茂沃)이다. 연산군의 포악한 정치와 방탕한 생활로 나라가 어지러워지자, 왕을 축출하자는 격서를 만들어 옳지 못한 정치에 반대하는 운동을 펼치었다.

## 생애
고려 평장사 김심언(金審言)의 후예로, 전라도 장성현 수산(水山. 물뫼)에서 아버지 적순부위(迪順副尉) 김이상(金履祥)과 어머니 황주 변씨(黃州 邉氏) 의중(義中)의 딸 사이에서 태어났다.
그의 생졸은 미상이나, 친구 눌재 박상(朴祥. 1474~1530)의 만사(輓詞)에 "서른에 공명을 이루고, 마흔에 떠났다."고 하였으니, 1501년(연산군 7)에 문과에 급제한 사실들을 바탕으로 추정하면 1474년(성종 5)에 출생하여 1513년(중종 8)에 졸하였다.
또 그의 생졸에 대한 문헌은 문묘에 종사된 하서 김인후가 근서한 선부군 묘지에 전하는 바, "~학사(學士) 김개(金漑)는 어릴 적부터 이웃 친구로 공부를 같이 한 처지였는데, 그가 어버이를 여의고 과한 애통으로 병을 이루어 서해로 목욕갔다가 마침내 구원하지 못하고 영구가 돌아오자 오직 어린아이가 단신으로 상여 뒤를 따르니, 부군(府君)이 홀로 나가 중로(中路)에서 맞아 들여 먼 데서부터 통곡하며 호상하여 집으로 돌아오게 하셨다." 하는 바, 김령(金齡)이 1474년생 임을 감안하면 이 때에 출생하였다고 볼 수 있을 것이다.
1495년(연산군 1) 증광시 생원에 합격하여 성균관에 입학하고, 1501년(연산군 7) 식년시 문과에 급제하였다.
1501년(연산 7) 10월 홍문관 박사, 1503년(연산 9) 1월 홍문관 부수찬, 4월 사간원 정언을 역임했다.
1506년(연산군 12) 8월 전남 옥과 현감으로 있을 때 연산군의 포악 정치와 방탕 생활로 국가의 기틀이 흔들리자, 무오ㆍ갑자사화로 전라도에 유배되어 있던 김준손(金駿孫. 김일손 백형)ㆍ이과(李顆)ㆍ유빈(柳濱)등과 상의하여, 폭군 연산군을 몰아내고 후일 중종이 되는 진성대군(晉城大君)을 추대하는 거사를 도모하고, 9월 10일 남원 광한루 앞에서 군오를 지어 한양으로 출발하기로 약속하였다.
9월 1일 전 좌랑 이부(李頫. 이과 동생)와 함께 격서(檄書)를 조정에 전달하는 임무를 띠고 출발하였는데, 미처 전달되기도 전에 중종반정이 일어났다. 이 과정에 이과(李顆)는 반정의 혼선을 막고 도성 내부의 호응을 요청하기 위해 박원종(朴元宗)·유순정(柳順汀)·성희안(成希顔)에게 별도 글을 보내 내응토록 하였다.
거사 계획은 연산군이 장단(長湍) 석벽(石壁)을 유람하는 날을 기해 세웠는데, 왕의 행차가 취소되면서 거사에 차질이 생겼고, 격서가 미처 조정에 전달되기 이틀 전에 이미 남녘의 통보를 받았던 박원종(朴元宗)·유순정(柳順汀)·성희안(成希顔)등은 9월 2일 궁궐을 장악하여 연산군을 폐위 하고, 중종(中宗)을 등극시켰다.
1506년(중종 원년) 12월 1일 격서 사건이 알려지게 되면서, 좌의정 박원종 등이 중종에게 반정 격문을 서책에 적을 것을 아뢰다. "유빈(柳濱)·이과(李顆)·김준손(金駿孫) 등은 죄를 받고 전라도에 있으면서 국운이 이미 떠나고 민심이 향하는 바를 알고서 주상(主上)을 추대하고자 옥과(玉果) 현감(縣監) 김개(金漑)로 하여금 서울에 격문을 전달하게 하였는데, 미처 이르지 않아서 전하께서 등극한 것을 듣고 돌아갔으니, 그 사기(事機)가 꾀하지 않고서도 같았습니다. 중외가 협심하여 추대한 것임을 이로써도 알 수 있으니, 마땅히 사책(史冊)에 크게 적어야 하므로 와서 아룁니다."라고 하였다.
1507년(중종 2년) 6월 처음에는 원종공신(原從功臣) 1등에 올렸다가 다시 2등으로 올렸다. 그는 이를 사양하였는데 이는 원종공신 1등이 아닌 2등에 봉해져서가 아니라 공신 외척에 휘둘리는 국왕이 실망스러웠기 때문이었다.
그는 아뢰기를 "폐위된 임금도 외척과 소인을 등용하다가 화패(禍敗)를 당하였습니다." 하였다. 동료 김정(金淨)에게도 안타까움을 풀었다. 중종반정에 대한 기대는 순식간에 무너지고, 공신 선정부터 엉망과 뇌물이 오갔다. 인사도 난맥상을 띠고, 공신과 외척이 본위였다. 도처에서 "공신 때문에 나라가 병들었다."고 탄식했다. 이후 훈구·사림 두 계열간의 대립이 재현되었다.
1509년(중종 4년) 2월 홍문관 부교리가 되었으며, 이듬해 4월 사헌부 지평에 승배되었지만, 결국 몇 달을 버티지 못하였고 고부·부안의 수령을 맡았다.
1511년(중종 6년) 부안 현감으로 재직하며 군무·어전·번상 등의 일로 상소를 올리자, 승정원(承政院)에 내려 보내도록 하였다. 그 와중에 연거푸 양친상을 당해 시묘 중에 깊은 병이 덮쳐 서해 바닷가로 훈욕(熏浴)갔다가 마침내 구원(救援)하지 못하고 1513년에 영구(靈柩)가 되어 돌아왔다.
최후는 처량하였다. 오직 어린 아들만이 단신으로 울며 상여 뒤를 따를 뿐이었다. 다만 어릴 적 친구로 같이 공부한 처지인 이웃 마을 맥동의 참봉 김령(金齡)만이 홀로 나와 중로(中路)에서 맞아 들여 통곡하며 호상하여 집으로 돌아오게 하였다. 김령은 훗날 문묘에 종사된 하서 김인후의 부친이다. 이후 친구 박상(朴祥)이 혼백을 붙잡는 만사를 보내왔다.
이와 같이 폭군 연산군의 포악한 정치와 방탕한 생활 및 옳지 못한 행위를 낱낱히 들추어 내어 격서를 돌리며, 반정 운동을 펼쳤던 그는 관리로서 불의에 항거하고 정의를 지키기 위해 참으로 지조 있는 삶을 살았던 인물이었다.
전남 장성군 황룡면 신호리에 있는 수산사(水山祠)에 제향되었다.

## 가족 관계
【조선왕조실록, 장성부읍지(1895년), 영광김씨 영광파 족보】
- 고조부 : 김해(金該), 지갑산군사(知甲山郡事)[4][5][6]
- 증조부 : 김언용(金彦容), 후릉 참봉(厚陵 參奉)
- 조부 : 김극신(金克信), 현감(縣監), 판결사(判決事)[7][8]
  - 부 : 김이상(金履祥), 적순교이(迪順副尉)
  - 모 : 황주 변씨(黃州 邉氏), 변의중(邉義中) 딸
    - 부인 : 숙부인 광산 이씨(光山 李氏)

【국조문과방목, 영광김씨 경파 족보】
- 고조부 : 김사순(金思順)[9]
- 증조부 : 김조(金祚)
- 조부 : 김승고(金承古)
  - 부 : 김이상(金履祥)

## 상훈과 추모
장성 지역에 현존하는 사우(祠宇)인 수산사(水山祠)에 박연생(朴衍生)·박수량(朴守良)·박상의(朴尙義)·박상지(朴尙智)·박자온(朴自溫)등과 함께 제향되었다.

## 관련 문화재
수산사(水山詞)
- 소재지 : 전남 장성군 황룡면 신호리 302-2 신촌마을
- 창건 : 1833년(순조 33) 고을 선비들이 돈재 박연생(朴衍生)과 교리 김개(金漑)의 학덕과 절의를 추모하기 위해 황룡면 수산리에 창건하였다.
- 훼철 : 1868년(고종 5) 대원군의 서원 철폐령 때 훼철되었다.
- 복설 : 1977년 3월에 지역 유림과 본손 대표들의 회의를 거쳐 현재의 자리에 복설키로 하여 1979년 수산사(水山祠) 예성식(禮成式)을 거행하였다.
- 추배(追配) : 유론(儒論)과 손의(孫議)에 따라 1979년 9월 초하루 청백리(淸白吏) 박수량(朴守良), 백우당(栢友堂) 박상의(朴尙義), 눌헌(訥軒) 박상지(朴尙智), 그 뒤 1986년 돈암(遯庵) 박자온(朴自溫)을 추배하였다.
- 봉행 : 춘향제(春享祭)와 추향제(秋享祭)를 매년 음력 3월 5일과 9월 5일에 지내고 있다.
- 현황 : 총 6동(棟)으로 정문인 경앙문(景仰門), 강학 공간인 지경재(持敬齋)와 숭의당(崇義堂), 내삼문과 사우인 수산사(水山祠), 그밖에 고직사와 홍살문이 있다. 경내에 수산사(水山祠) 부설기적비(復設記蹟碑. 1979년)가 세워져 있다.[10]

## 같이 보기
- 중종 반정
- 박수량
- 수산사
- 장성군